# Dockpojken (2008)
Dockpojken är en svensk komedifilm i kortfilmsformat från 2008, regisserad av Johannes Nyholm.

## Handling
Filmen handlar om en TV-journalist som gör ett reportage om en egensinnig konstnär och animatör och dennes lerfigur "dockpojken". Efter ett tag blir de dock osams och börjar förstöra varandras saker innan journalisten tillsammans med kamerakvinnan misshandlar  konstnären och stjäl hans utrustning.

## Rollista
- Johannes Nyholm – animatören
- Bo Melin – kulturjournalist
- Sanna Ingermaa Nilsson – kameraman
- Bahador Foladi – tidningsbud
- Eric Saline – dockpojke stand-in
- Samuel Castellon – taxichaufför
- Emilie Jonsson
- Hans Godée
- Maja Olsson

## Om filmen
Filmen producerades av Nyholm som även skrev manuset. Henrik Andersson var fotograf och Andreas Korsàr klippare. Filmen premiärvisades den 27 januari 2008 på Göteborgs filmfestival och visades senare samma år på Sveriges Television och Uppsala kortfilmsfestival.
Dockpojken har belönats med en rad priser. 2008 fick den Young Critics Award vid International de Cinema i Recife, publik- och jurypriset vid en festival i Hamburg, publikpriset på Uppsala kortfilmsfestival och stora priset på Internationale Kurzfilmtage i Winterthur. 2009 nominerades den till en Guldbagge i kategorin Bästa kortfilm.